# ŽNL Splitsko-dalmatinska 2007./08.
ŽNL Splitsko-dalmatinska u sezoni 2007./08. je predstavljala prvi stupanj županijske lige u Splitsko-dalmatinskoj županiji, te ligu petog stupnja hrvatskog nogometnog prvenstva. U ligi je sudjelovalo deset klubova. Prvak je postala "Sloga" iz Mravinaca.   

## Sustav natjecanja
Deset klubova igra trokružnim ligaškim sustavom (21 kolo).

## Momčadi
- Croatia – Trogir
- Galeb – Split
- Hvar – Hvar
- Jadran – Supetar
- Kamen – Ivanbegovina
- Krilnik – Split
- Mračaj – Runović
- Omladinac – Vranjic
- Sloga – Mravince
- Tekstilac – Sinj

## Ljestvica
| Poz. | Momčad             | U  | P  | N | I  | G+ | G– | G+/– | Bod. | Nastavak natjecanja ili ispadanje |
| ---- | ------------------ | -- | -- | - | -- | -- | -- | ---- | ---- | --------------------------------- |
| 1.   | Sloga Mravince (P) | 27 | 20 | 5 | 2  | 55 | 15 | +40  | 65   | 4. HNL – Jug A                    |
| 2.   | Jadran Supetar     | 27 | 18 | 6 | 3  | 50 | 22 | +28  | 60   |                                   |
| 3.   | Kamen Ivanbegovina | 27 | 16 | 5 | 6  | 52 | 21 | +31  | 53   |                                   |
| 4.   | Hvar               | 27 | 16 | 3 | 8  | 54 | 24 | +30  | 51   |                                   |
| 5.   | Croatia Trogir     | 27 | 11 | 3 | 13 | 37 | 42 | −5   | 35   |                                   |
| 6.   | Omladinac          | 27 | 9  | 6 | 12 | 42 | 41 | +1   | 32   |                                   |
| 7.   | Mračaj             | 27 | 9  | 3 | 15 | 41 | 50 | −9   | 25   |                                   |
| 8.   | Krilnik            | 27 | 5  | 8 | 14 | 19 | 44 | −25  | 22   |                                   |
| 9.   | Galeb              | 27 | 4  | 4 | 19 | 19 | 58 | −39  | 16   |                                   |
| 10.  | Tekstilac Sinj     | 27 | 4  | 3 | 20 | 17 | 69 | −52  | 15   |                                   |

1. ↑  1 bod oduzet od saveza.
2. ↑  1 bod oduzet od saveza.
3. ↑  5 bodova oduzeto od saveza.
4. ↑  1 bod oduzet od saveza.

## Rezultatska križaljka
| kratica | klub               | CRO | GAL | HVAR | JAD | KAM | KRI | MRA | OML | SLO | TEK |
| --- | ------------------ | --- | --- | ---- | --- | --- | --- | --- | --- | --- | --- |
| CRO | Croatia Trogir     |     |     |      |     |     |     |     |     |     |     |
| GAL | Galeb Split        |     |     |      |     |     |     |     |     |     |     |
| HVAR | Hvar               |     |     |      |     |     |     |     |     |     |     |
| JAD | Jadran Supetar     |     |     |      |     |     |     |     |     |     |     |
| KAM | Kamen Ivanbegovina |     |     |      |     |     |     |     |     |     |     |
| KRI | Krilnik Split      |     |     |      |     |     |     |     |     |     |     |
| MRA | Mračaj Runović     |     |     |      |     |     |     |     |     |     |     |
| OML | Omladinac Vranjic  |     |     |      |     |     |     |     |     |     |     |
| SLO | Sloga Mravince     |     |     |      |     |     |     |     |     |     |     |
| TEK | Tekstilac Sinj     |     |     |      |     |     |     |     |     |     |     |
| |                    |     |     |      |     |     |     |     |     |     |     |
| podebljan rezultat - utakmice od 1. do 9., te od 19. do 27. kola (1. i 3. utakmica između klubova) rezultat normalne debljine - utakmice od 10. do 18. kola (2. utakmica između klubova) rezultat nakošen - nije vidljiv redoslijed odigravanja međusobnih utakmica iz dostupnih izvora rezultat smanjen * - iz dostupnih izvora nije uočljiv domaćin susreta prekrižen rezultat - poništena ili brisana utakmica p - utakmica prekinuta 3:0 p.f. / 0:3 p.f. - rezultat 3:0 bez borbe n.i. - nije igrano |                    |     |     |      |     |     |     |     |     |     |     |

 Izvori:

## Vanjske poveznice
- nszsd.hr - Nogometni savez Županije Splitsko-dalmatinske
- nszsd.hr, 1. ŽNL
- facebook.com, 1. ŽNL Splitsko-dalmatinske županije
- sportnet.hr forum, 1. i 2. ŽNL Splitsko-dalmatinske županije  Arhivirana inačica izvorne stranice od 27. studenoga 2021. (Wayback Machine)